# Nando dalla Chiesa
Fernando dalla Chiesa, dit Nando dalla Chiesa, né à Florence le 3 novembre 1949, est un écrivain, universitaire et homme politique italien.
Fils du général dalla Chiesa assassiné par la Cosa nostra en 1982, il est président honoraire de l’association antimafia, Libera.

## Biographie

### Famille et formation
Il est le second fils du général Carlo Alberto dalla Chiesa et de sa première femme Dora Fabbo. Son père a des origines piémontaises et sa mère de la Campanie. Sa sœur Rita est devenue présentatrice de télévision et sa sœur Simona, journaliste.
Il est diplômé en économie et droit à la Bocconi, « l’université privée de Milan, haut lieu de formation de la classe dirigeante italienne ».
Il enseigne ensuite la sociologie à l’université Degli Studi de Milan.
Il publie son premier livre en France en 1976, le Pouvoir mafieux, qui parait ensuite en Italie.

### Parcours politique
Son père est assassiné le 3 septembre 1982 par la Mafia alors qu'il venait d'être nommé à Palerme pour lutter contre elle. Le 8 septembre, Nando Dalla Chiesa déclare à La Repubblica, que ce meurtre, qui a choqué l'Italie, est politique, et réclame non pas le nom des tueurs, mais la mise en accusation des commanditaires qu'il pense membres de la démocratie chrétienne sicilienne. Il reprend ses accusations dans un livre qui parait deux ans plus tard.
En 1985, Dalla Chiesa fonde à Milan une association politique accompagnée d’un mensuel éponyme : Società civile (Société civile). On y retrouve des juges, sociologues, économistes, des journalistes, avocats, écrivains, etc.
Il est élu pour la première fois député de la République italienne en avril 1992, lors d’élections qui ont débouché à la désignation d’un Premier ministre socialiste, Giuliano Amato. Dalla Chiesa était alors à la tête de la liste « La Rete » (le réseau), un parti catholique de gauche avec forte sensibilité antimafia[réf. nécessaire].
En 1993, à la tête d'une alliance unissant les anciens communistes du PDS, les dissidents de Rifondazione comunista, les Verts et une "Liste pour Milan", il perd au second tour les élections municipales à Milan, face au candidat de la Ligue du Nord, Marco Formentini, qui devient le premier maire leguiste italien avec 57,1 % des suffrages.
En 1994, il n’est pas réélu député et décide de quitter La Rete et de créer son propre parti, Italia Democratica. Lors des élections législatives de 1996, il rejoint la liste Federazione dei Verdi au sein de l’union de la gauche dénommé L'Olivier (L’Ulivo) qui remporte le scrutin.
En 1997 en particulier, il s’oppose à la Ligue du Nord en formant un groupe anti-sécessionniste dénommé « Citoyens du nord pour une Italie Démocratique ».
Il n’est plus réélu député après 2001 mais occupe la fonction de sous-secrétaire d’État au ministère de l’université et de la recherche entre 2006 et 2008.

### Activités antimafia
À partir de l’année scolaire 2008-2009 il enseigne la « sociologie de la criminalité organisée » à l’Université degli Studi de Milan. Premier cours de nature obligatoire sur le sujet en Italie.
En 2011, il crée le concours « la meglio Gioventù » au nom inspiré du film de Marco Tullio, qui récompense annuellement les meilleurs travaux universitaires concernant le crime organisé. La même année, il fonde la « Summer School in Organized Crime ».
En 2013, il fonde « l’observatoire sur le crime organisé » qui dépend toujours de cette université de Milan.
En 2015, il commence une collaboration avec l’Université Humboldt de Berlin pour dispenser des cours annuels sur le phénomène mafieux.

## Œuvres principales

### Delitto imperfetto
Nando Dalla Chiesa publie en 1984, Delitto imperfetto. Il generale, la mafia, la società italiana (Meurtre imparfait. Le général, la mafia, la société italienne). Il s’agit d’un essai qui accuse violemment ceux qu’il estime être les responsables moraux de l’assassinat de son père Carlo Alberto : les dirigeants du corps des Carabiniers (en particulier les généraux Lorenzo Valditara et Umberto Cappuzzo) et « l’establishment » démocrate-chrétien de Palerme (dont Rosario Nicoletti, Salvo Lima, Mario D'Acquisto, Vito Ciancimino et les cousins Salvo). Le livre cible surtout Giulio Andreotti, alors ministre des Affaires étrangères et maitre sicilien du parti, accusé par Dalla Chiesa d’avoir isolé son père lorsqu’il a été nommé à Palerme et d’avoir ainsi créé des conditions favorables à son homicide.
Le livre a été publié en France aux Éditions Liana Levi avant d’arriver en Italie quelques mois plus tard accompagné de féroces polémiques. Andreotti a écrit dans Il Messaggero qu’il « espère que l’auteur pourra se repentir de ce qu’il a écrit / qu’il le regrette ».
Le 17 novembre 1984, environ un mois après la publication du livre, Rosario Nicoletti se défenestre brutalement depuis chez lui, selon certains, son suicide correspondrait à des remords à la suite de la lecture du livre.

### Il giudice ragazzino
En 1992, l’auteur publie Il giudice ragazzino. Storia di Rosario Livatino assassinato dalla mafia sotto il regime della corruzione (Le gamin juge. Histoire de Rosario Livatino assassiné par la mafia sous le régime de la corruption), livre non traduit en français.
Il s’agit d’un essai de mémoire sur ce juge assassiné par la mafia en 1990.
Le film du réalisateur Alessandro Di Robilant, Il Giudice ragazzino, sorti deux ans plus tard est une adaptation du livre de Dalla Chiesa.